# Xiphiopsylla
Xiphiopsylla är ett släkte av loppor. Xiphiopsylla ingår i familjen Xiphiopsyllidae.
Xiphiopsylla är enda släktet i familjen Xiphiopsyllidae.
Kladogram enligt Catalogue of Life:
| Xiphiopsylla | \| \| Xiphiopsylla apriona \| \| \| \| \| \| Xiphiopsylla daemonicola \| \| \| \| \| \| Xiphiopsylla hippia \| \| \| \| \| \| Xiphiopsylla hyparetes \| \| \| \| \| \| Xiphiopsylla levis \| \| \| \| \| \| Xiphiopsylla lippa \| \| \| \| \| \| Xiphiopsylla poggii \| \| \| \| \| \| Xiphiopsylla tumida \| \| \| \| |
|              | \| \| Xiphiopsylla apriona \| \| \| \| \| \| Xiphiopsylla daemonicola \| \| \| \| \| \| Xiphiopsylla hippia \| \| \| \| \| \| Xiphiopsylla hyparetes \| \| \| \| \| \| Xiphiopsylla levis \| \| \| \| \| \| Xiphiopsylla lippa \| \| \| \| \| \| Xiphiopsylla poggii \| \| \| \| \| \| Xiphiopsylla tumida \| \| \| \| |
|              | Xiphiopsylla apriona |
|              | |
|              | Xiphiopsylla daemonicola |
|              | |
|              | Xiphiopsylla hippia |
|              | |
|              | Xiphiopsylla hyparetes |
|              | |
|              | Xiphiopsylla levis |
|              | |
|              | Xiphiopsylla lippa |
|              | |
|              | Xiphiopsylla poggii |
|              | |
|              | Xiphiopsylla tumida |
|              | |